# Cyphochlaena madagascariensis
Cyphochlaena madagascariensis är en gräsart som beskrevs av Eduard Hackel. Cyphochlaena madagascariensis ingår i släktet Cyphochlaena, och familjen gräs.
Artens utbredningsområde är Madagaskar. Inga underarter finns listade i Catalogue of Life.